# Cotkytle
Cotkytle település Csehországban, az Ústí nad Orlicí-i járásban. Cotkytle Štíty, Drozdov, Horní Heřmanice, Horní Čermná, Tatenice, Strážná és Albrechtice településekkel határos. Lakosainak száma 391 fő (2024. január 1.).

## Népesség
A település lakosságának változását az alábbi diagram mutatja:
| Lakosok száma | 2245 | 1927 | 1687 | 829  | 618  | 426  | 390  | 396  | 401  | 391  |
|               | 1869 | 1890 | 1921 | 1950 | 1980 | 2001 | 2017 | 2019 | 2022 | 2024 |